# François Sauzey
 (janvier 2024).
Si vous disposez d'ouvrages ou d'articles de référence ou si vous connaissez des sites web de qualité traitant du thème abordé ici, merci de compléter l'article en donnant les références utiles à sa vérifiabilité et en les liant à la section « Notes et références ».
François Sauzey est un écrivain, journaliste et traducteur français né à Neuilly-sur-Seine le 26 septembre 1950 et mort à Paris le 8 mars 2011.
Diplômé de Sciences Po et de l'Université Johns Hopkins, spécialiste des États-Unis et de la littérature américaine, il a vécu entre Milan, Paris et New York.
Il a été porte-parole de la Commission trilatérale pour l'Europe, directeur à New York de la revue Trialogue.
Il est traduit Ezra Pound et écrit L’Anti-Prince, un conte philosophique sur la fin de l’État-nation, publié en Italie en 1996.

## Principales publications
Comme auteur
- Anti-prince, Perrin, 2011  (ISBN 978-2262036850).
- Mohamed VI, songeries tout haut sur un monarque au XXIe siècle, Val de France, 2000  (ISBN 978-2843821431).

Comme préfacier
- Ezra Pound, « Au cœur du travail poétique », Cahiers de L'Herne, 1980.

Comme traducteur
- Heinrich Weiss, La renaissance de la grande Chine, 1997.
- Alberto Ongaro, Une Vie d'aventures, 1973.